# Disco Mix Club
Disco Mix Club (DMC)とは、プロとアマチュアのDJが世界NO.1を競う大会である。この大会ではレコードによるジャグリング、スクラッチ、パフォーマンス、構成によりジャッジされる。
賞は全部で3部門ありシングル、バトル、チーム部門とある。